# Yorkville, Toronto

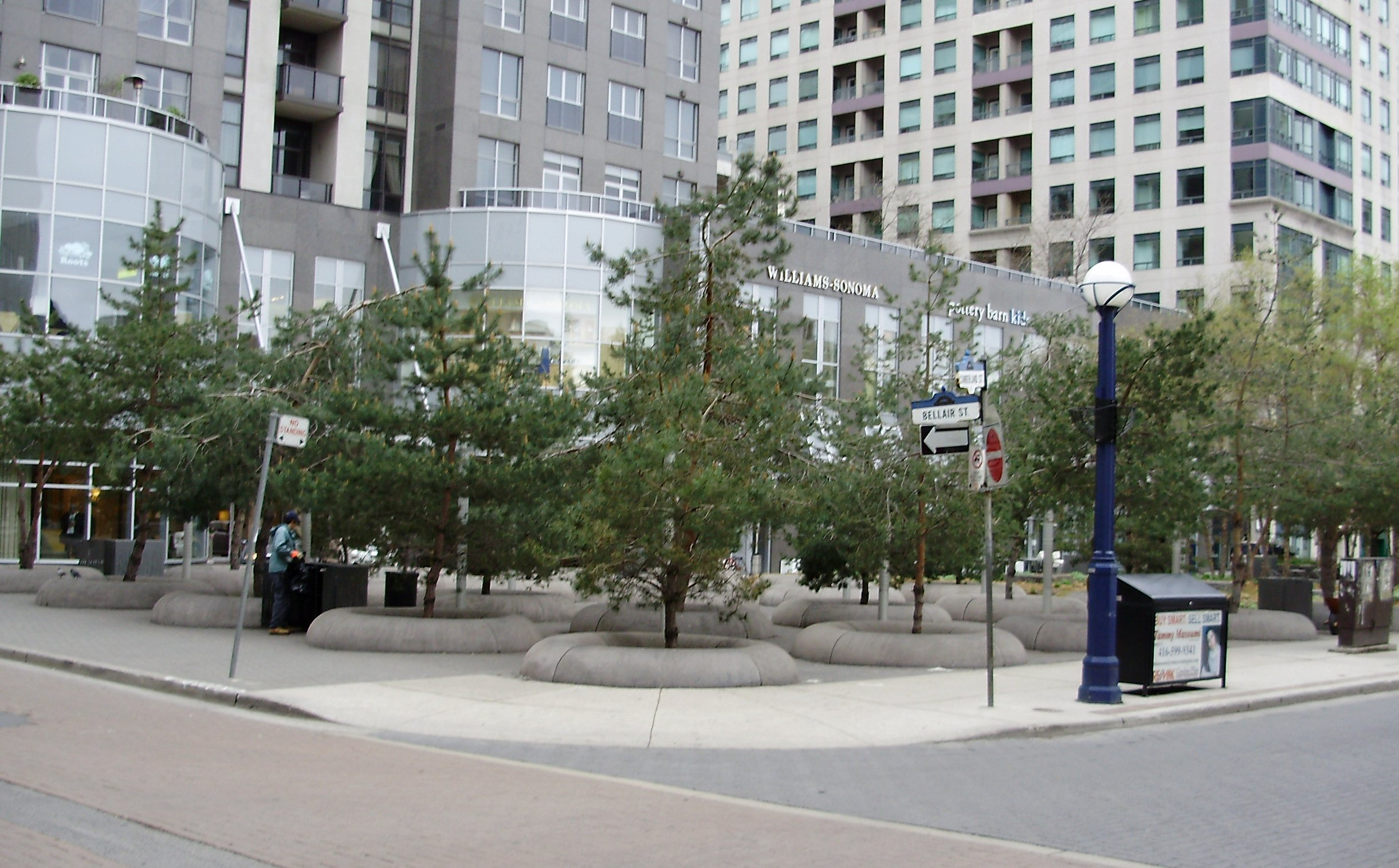
Yorkville Park Trees

Yorkville este un district din Toronto, Ontario, Canada. A fost localitate, dar a devenit cartier al orașului Toronto. Yorkville este cunoscut pentru magazinele și restaurantele sale, dar și pentru primele hoteluri de cinci stele din Canada. 